# Football League One 2015-2016
La Football League One 2015-2016, conosciuta anche con il nome di Sky Bet League One per motivi di sponsorizzazione, è stato l'89º campionato inglese di calcio di terza divisione, nonché il 12º con la denominazione di League One. La stagione regolare è stata disputata tra l'8 agosto 2015 e l'8 maggio 2016, mentre i play off si sono svolti tra il 14 ed il 29 maggio 2016. Ad aggiudicarsi il titolo, il secondo della sua storia, è stato il Wigan Athletic. Le altre due promozioni in Championship sono state invece conseguite dal debuttante Burton Albion (2º classificato) e dal Barnsley (vincitore dei play off).
Capocannoniere del torneo è stato Will Grigg (Wigan Athletic) con 25 reti.

## Stagione

### Novità
Al termine della stagione precedente sono stati promossi direttamente in Championship il Bristol City ed il Milton Keynes Dons, che sono arrivati rispettivamente 1° e 2° al termine della stagione regolare, mentre il Preston North End, piazzatosi 3°, è riuscito a raggiungere la promozione attraverso i play-off.
Il Notts County (21°), il Crawley Town (22°), il Leyton Orient (23°) e lo Yeovil Town (24°) non sono riusciti, invece, a mantenere la categoria e sono retrocessi in League Two.
Queste sette squadre sono state rimpiazzate dalle tre retrocesse dalla Championship: Millwall, Wigan Athletic e Blackpool e dalle quattro neopromosse provenienti dalla League Two: Burton Albion, Shrewsbury Town, Bury e Southend United.

### Formula
Le prime due classificate, più la vincente dei play off tra le squadre giunte dal 3º al 6º posto, vengono promosse in Championship, mentre le ultime quattro classificate retrocedono in League Two.

## Squadre partecipanti
| Squadra             | Stagione | Città                    | Stadio                         | Stagione precedente                                   |
| ------------------- | -------- | ------------------------ | ------------------------------ | ----------------------------------------------------- |
| Barnsley            | dettagli | Barnsley                 | Oakwell                        | 11º posto in Football League One                      |
| Blackpool           | dettagli | Blackpool                | Bloomfield Road                | 24º posto in Football League Championship, retrocesso |
| Bradford City       | dettagli | Bradford                 | Valley Parade                  | 7º posto in Football League One                       |
| Burton Albion       | dettagli | Burton-upon-Trent        | Pirelli Stadium                | 1º posto in Football League Two, promosso             |
| Bury                | dettagli | Bury                     | Gigg Lane                      | 3º posto in Football League Two, promosso             |
| Chesterfield        | dettagli | Chesterfield             | Proact Stadium                 | 6º posto in Football League One                       |
| Colchester United   | dettagli | Colchester               | Weston Homes Community Stadium | 19º posto in Football League One                      |
| Coventry City       | dettagli | Coventry                 | Ricoh Arena                    | 17º posto in Football League One                      |
| Crewe Alexandra     | dettagli | Crewe                    | Alexandra Stadium              | 20º posto in Football League One                      |
| Doncaster Rovers    | dettagli | Doncaster                | Keepmoat Stadium               | 13º posto in Football League One                      |
| Fleetwood Town      | dettagli | Fleetwood                | Highbury Stadium               | 10º posto in Football League One                      |
| Gillingham          | dettagli | Gillingham               | Priestfield Stadium            | 12º posto in Football League One                      |
| Millwall            | dettagli | Londra (Bermondsey)      | The Den                        | 22º posto in Football League Championship, retrocesso |
| Oldham Athletic     | dettagli | Oldham                   | Boundary Park                  | 15º posto in Football League One                      |
| Peterborough United | dettagli | Peterborough             | London Road                    | 9º posto in Football League One                       |
| Port Vale           | dettagli | Stoke-on-Trent (Burslem) | Vale Park                      | 18º posto in Football League One                      |
| Rochdale            | dettagli | Rochdale                 | Spotland Stadium               | 8º posto in Football League One                       |
| Scunthorpe United   | dettagli | Scunthorpe               | Glanford Park                  | 16º posto in Football League One                      |
| Sheffield United    | dettagli | Sheffield                | Bramall Lane                   | 5ºposto in Football League One                        |
| Shrewsbury Town     | dettagli | Shrewsbury               | New Meadow                     | 2º posto in Football League Two, promosso             |
| Southend United     | dettagli | Southend-on-Sea          | Roots Hall                     | 5º posto in Football League Two, promosso             |
| Swindon Town        | dettagli | Swindon                  | County Ground                  | 4º posto in Football League One                       |
| Walsall             | dettagli | Walsall                  | Bescot Stadium                 | 14º posto in Football League One                      |
| Wigan Athletic      | dettagli | Wigan                    | DW Stadium                     | 23º posto in Football League Championship, retrocesso |

## Allenatori e primatisti
| Squadra             | Manager                                                                                      | Calciatore più presente (tra parentesi il numero delle presenze) | Cannoniere (tra parentesi il numero dei gol) |
| ------------------- | -------------------------------------------------------------------------------------------- | ---------------------------------------------------------------- | -------------------------------------------- |
| Barnsley            | Lee Johnson (1ª-28ª) Paul Heckingbottom (29ª-46ª)                                            | Alfie Mawson (45)                                                | Sam Winnall (21)                             |
| Blackpool           | Neil McDonald                                                                                | Brad Potts (45)                                                  | Mark Cullen (9)                              |
| Bradford City       | Phil Parkinson                                                                               | Stephen Darby (46)                                               | James Hanson (11)                            |
| Burton Albion       | Jimmy Floyd Hasselbaink (1ª-20ª) Nigel Clough (21ª-46ª)                                      | Phil Edwards, John Mousinho (46)                                 | Lucas Akins (12)                             |
| Bury                | David Flitcroft                                                                              | Peter Clarke (45)                                                | Leon Clarke (15)                             |
| Chesterfield        | Dean Saunders (1ª-20ª) Mark Smith (21ª-22ª) Danny Wilson (23ª-46ª)                           | Tommy Lee, Jay O'Shea (46)                                       | Lee Novak (14)                               |
| Colchester United   | Tony Humes (1ª-19ª) Richard Hall (20ª-22ª) Kevin Keen (23ª-44ª) David Wright (45ª-46ª)       | George Moncur (46)                                               | George Moncur (12)                           |
| Coventry City       | Tony Mowbray                                                                                 | Romain Vincelot (45)                                             | Adam Armstrong (20)                          |
| Crewe Alexandra     | Steve Davis                                                                                  | Ben Garratt, Oliver Turton (46)                                  | Brad Inman (10)                              |
| Doncaster Rovers    | Paul Dickov (1ª-6ª) Robert Jones (7ª-11ª) Darren Ferguson (12ª-46ª)                          | Andy Williams (46)                                               | Andy Williams (12)                           |
| Fleetwood Town      | Graham Alexander (1ª-11ª) Steven Pressley (12ª-46ª)                                          | Chris Maxwell (46)                                               | Bobby Grant (10)                             |
| Gillingham          | Justin Edinburgh                                                                             | Stuart Nelson (46)                                               | Bradley Dack (13)                            |
| Millwall            | Neil Harris                                                                                  | Steve Morison (46)                                               | Lee Gregory (18)                             |
| Oldham Athletic     | Darren Kelly (1ª-7ª) David Dunn (8ª-24ª) John Sheridan (25ª-46ª)                             | James Wilson (43)                                                | Liam Kelly (11)                              |
| Peterborough United | Dave Robertson (1ª-6ª) Grant McCann (7ª-8ª) Graham Westley (9ª-44ª) Grant McCann (45ª-46ª)   | Jon Taylor (44)                                                  | Lee Angol, Jon Taylor (11)                   |
| Port Vale           | Robert Page                                                                                  | Richard Duffy, Sam Foley (45)                                    | AJ Leitch-Smith (10)                         |
| Rochdale            | Keith Hill                                                                                   | Jimmy McNulty (46)                                               | Ian Henderson (13)                           |
| Scunthorpe United   | Mark Robins (1ª-26ª) Andy Dawson (27ª-31ª) Nick Daws (32ª-37ª) Graham Alexander (38ª-46ª)    | Paddy Madden (46)                                                | Paddy Madden (20)                            |
| Sheffield United    | Nigel Adkins                                                                                 | Chris Basham, Billy Sharp (44)                                   | Billy Sharp (21)                             |
| Shrewsbury Town     | Micky Mellon                                                                                 | Abu Ogogo (42)                                                   | Sullay Kaikai (12)                           |
| Southend United     | Phil Brown                                                                                   | Daniel Bentley (43)                                              | Jack Payne (9)                               |
| Swindon Town        | Mark Cooper (1ª-13ª) Lee Power (14ª-16ª) Martin Ling (17ª-24ª) Luke Williams (25ª-46ª)       | Jordan Turnbull (42)                                             | Nicky Ajose (24)                             |
| Walsall             | Dean Smith (1ª-19ª) John Ward (20ª-21ª) Sean O'Driscoll (22ª-34ª) Jonathan Whitney (35ª-46ª) | Paul Downing, Romaine Sawyers (46)                               | Tom Bradshaw (17)                            |
| Wigan Athletic      | Gary Caldwell                                                                                | David Perkins (45)                                               | Will Grigg (25)                              |

## Classifica finale
|  | Pos. | Squadra          | Pt | G  | V  | N  | P  | GF | GS | DR  |
|  | ---- | ---------------- | -- | -- | -- | -- | -- | -- | -- | --- |
|  | 1.   | Wigan            | 87 | 46 | 24 | 15 | 7  | 82 | 45 | +37 |
|  | 2.   | Burton Albion    | 85 | 46 | 25 | 10 | 11 | 57 | 37 | +20 |
|  | 3.   | Walsall          | 84 | 46 | 24 | 12 | 10 | 71 | 49 | +22 |
|  | 4.   | Millwall         | 81 | 46 | 24 | 9  | 13 | 73 | 49 | +24 |
|  | 5.   | Bradford City    | 80 | 46 | 23 | 11 | 12 | 55 | 40 | +15 |
|  | 6.   | Barnsley         | 74 | 46 | 22 | 8  | 16 | 70 | 54 | +16 |
|  | 7.   | Scunthorpe Utd   | 74 | 46 | 21 | 11 | 14 | 60 | 47 | +13 |
|  | 8.   | Coventry City    | 69 | 46 | 19 | 12 | 15 | 67 | 49 | +18 |
|  | 9.   | Gillingham       | 69 | 46 | 19 | 12 | 15 | 71 | 56 | +15 |
|  | 10.  | Rochdale         | 69 | 46 | 19 | 12 | 14 | 68 | 61 | +7  |
|  | 11.  | Sheffield Utd    | 66 | 46 | 18 | 12 | 16 | 64 | 59 | +5  |
|  | 12.  | Port Vale        | 65 | 46 | 18 | 11 | 17 | 56 | 58 | -2  |
|  | 13.  | Peterborough Utd | 63 | 46 | 19 | 6  | 21 | 82 | 73 | +9  |
|  | 14.  | Southend Utd     | 59 | 46 | 16 | 11 | 19 | 58 | 64 | -6  |
|  | 15.  | Swindon Town     | 59 | 46 | 16 | 11 | 19 | 64 | 71 | -7  |
|  | 16.  | Bury (-3)        | 57 | 46 | 16 | 12 | 18 | 54 | 73 | -19 |
|  | 17.  | Oldham Athletic  | 54 | 46 | 12 | 18 | 16 | 44 | 58 | -14 |
|  | 18.  | Chesterfield     | 53 | 46 | 15 | 8  | 23 | 58 | 70 | -12 |
|  | 19.  | Fleetwood Town   | 51 | 46 | 12 | 15 | 19 | 52 | 56 | -4  |
|  | 20.  | Shrewsbury Town  | 50 | 46 | 13 | 11 | 22 | 58 | 79 | -21 |
|  | 22.  | Doncaster        | 46 | 46 | 11 | 13 | 22 | 48 | 64 | -16 |
|  | 21.  | Blackpool        | 46 | 46 | 12 | 10 | 24 | 40 | 63 | -23 |
|  | 23.  | Colchester Utd   | 40 | 46 | 9  | 13 | 24 | 57 | 97 | -40 |
|  | 24.  | Crewe Alexandra  | 34 | 46 | 7  | 13 | 26 | 46 | 84 | -38 |

Legenda:
      Promosso in EFL Championship 2016-2017.
  Ammesso ai play-off.
      Retrocesso in EFL League Two 2016-2017.
Regolamento:
Tre punti a vittoria, uno a pareggio, zero a sconfitta.
In caso di arrivo di due o più squadre a pari punti, la graduatoria verrà stilata secondo i seguenti criteri:
- differenza reti
- maggior numero di gol segnati
- classifica avulsa
- spareggio

Note:

Barnsley qualificato ai play off per miglior differenza reti rispetto all'ex aequo Scunthorpe United.
Il Bury è stato sanzionato con 3 punti di penalizzazione per aver schierato in campo un calciatore non idoneo nella gara con il Southend United.

## Spareggi

### Play-off

#### Tabellone
|  | Semifinali | Semifinali    | Semifinali | Semifinali | Semifinali |  |  | Finale | Finale   | Finale |  |
|  |            |               |            |            |            |  |  |        |          |        |  |
|  | 6          | Barnsley      | 3          | 3          | 6          |  |  |        |          |        |  |
|  | 3          | Walsall       | 0          | 1          | 1          |  |  | 6      | Barnsley | 3      |  |
|  | 5          | Bradford City | 1          | 1          | 2          |  |  | 4      | Millwall | 1      |  |
|  | 4          | Millwall      | 3          | 1          | 4          |  |  |        |          |        |  |

#### Semifinali
|               | Risultati |               | Luogo e data             |
| ------------- | --------- | ------------- | ------------------------ |
| Barnsley      | 3-0       | Walsall       | Barnsley, 14 maggio 2016 |
| Walsall       | 1-3       | Barnsley      | Walsall, 19 maggio 2016  |
|               |           |               |                          |
| Bradford City | 1-3       | Millwall      | Bradford, 15 maggio 2016 |
| Millwall      | 1-1       | Bradford City | Londra, 20 maggio 2016   |
|               |           |               |                          |

#### Finale
|          | Risultato |          | Luogo e data                     |
| -------- | --------- | -------- | -------------------------------- |
| Millwall | 1-3       | Barnsley | Londra (Wembley), 29 maggio 2016 |
|          |           |          |                                  |

## Statistiche

### Squadre

#### Primati stagionali
Squadre
- Maggior numero di vittorie: Burton Albion (25)
- Minor numero di vittorie: Crewe Alexandra (7)
- Maggior numero di pareggi Oldham Athletic (18)
- Minor numero di pareggi: Peterborough United (6)
- Maggior numero di sconfitte: Crewe Alexandra (26)
- Minor numero di sconfitte: Wigan Athletic (7)
- Miglior attacco: Wigan Athletic (82 gol fatti)
- Peggior attacco: Blackpool (40 gol fatti)
- Miglior difesa: Burton Albion (37 gol subiti)
- Peggior difesa: Colchester United (97 gol subiti)
- Maggior numero di clean sheet: Bradford City e Burton Albion (22)
- Minor numero di clean sheet: Colchester United (6)
- Miglior differenza reti: Wigan Athletic (+37)
- Peggior differenza reti: Colchester United (-40)
- Maggior numero di vittorie consecutive: Barnsley (7)
- Maggior numero di sconfitte consecutive: Colchester United (9)
- Miglior sequenza di risultati utili: Wigan Athletic (20 gare)
- Peggior sequenza di risultati negativi: Colchester United (19 gare)

Partite
- Partita con più reti: Chesterfield-Shrewsbury Town 7-1, Colchester United-Walsall 4-4 e Peterborough United-Millwall 5-3 (8)
- Partita con maggiore scarto di gol: Chesterfield-Shrewsbury Town 7-1, Coventry City-Bury 6-0, Scunthorpe United-Swindon Town 6-0 (6)

### Individuali

#### Classifica marcatori
| Gol | Rigori |  | Giocatore      | Squadra        |
| --- | ------ |  | -------------- | -------------- |
| 25  | 5      |  | Will Grigg     | Wigan          |
| 24  | 3      |  | Nicky Ajose    | Swindon Town   |
| 21  | 5      |  | Billy Sharp    | Sheffield Utd  |
| 21  | 2      |  | Sam Winnall    | Barnsley       |
| 20  | 2      |  | Adam Armstrong | Coventry City  |
| 20  | 4      |  | Paddy Madden   | Scunthorpe Utd |
| 18  | 6      |  | Lee Gregory    | Millwall       |
| 17  | 2      |  | Tom Bradshaw   | Walsall        |
| 15  | 1      |  | Leon Clarke    | Bury           |
| 15  | 1      |  | Steve Morison  | Millwall       |